# 約旦麗脂鯉
約旦麗脂鯉，為輻鰭魚綱脂鯉目脂鯉亞目脂鯉科的其中一個種，為熱帶淡水魚，分布於南美洲巴西伊瓜蘇河、Jordão河流域，體長可達7.6公分，棲息在底中層水域，以昆蟲及植物為食。生活習性不明。

## 扩展阅读
維基物種上的相關：約旦麗脂鯉